# Bárbara Manuela da Silva dos Santos
Bárbara Manuela Silva dos Santos (Cachoeira, Bahia), é uma produtora cultural e pesquisadora brasileira.

## Biografia
Nascida na comunidade quilombola Engenho da Ponte em Cachoeira, desde criança esteve ligada a manifestações culturais locais, como o caruru, samba de roda e dança afro. Também exerceu a atividade de marisqueira.
Fez sua graduação no Bacharelado Interdisciplinar em Cultura, Linguagens e Tecnologias Aplicadas, da Universidade Federal do Recôncavo da Bahia (UFRB), tendo como objetivo trabalhar na produção cultural e social junto às comunidades quilombolas do Vale do Iguape. Seu trabalho de conclusão de curso, em 2023, versou sobre narrativas de mulheres quilombolas.
Vinculada ao terreiro de umbanda 21 Aldeia de Mar e Terra, no quilombo Kaonge, Cachoeira, Bárbara Manuela Silva dos Santos participa do projeto de pesquisa "Labalábá Oyá meu terreiro é aqui e acolá: experiências de formação de universitários/as iniciados/as nas religiões de matriz africana", da UFRB-CECULT.